# 시치도역
시치도역(일본어: 七道駅, しちどうえき)은 일본 오사카부 사카이시 사카이구에 있는 난카이 전기철도 난카이 본선의 역이다. 역 번호는 NK10이다.

## 역 구조
섬식 승강장 1면 2선 고가역이다. 승강장은 3층, 개찰구는 1층에 있다. 1번 선의 야마토가와 방향 도로를 넘은 시점에, 지상선 시절의 선로 자취가 약간 남아 있다.

### 승강장
| 번호 | 노선      | 방향 | 행선                                       |
| ---- | --------- | ---- | ------------------------------------------ |
| 1    | 난카이 선 | 하행 | 와카야마시 방면 ( 공항선) 간사이 공항 방면 |
| 2    | 난카이 선 | 상행 | 난바 방면                                  |

## 역 주변
- 이온 몰 사카이텟포초
- 텟포 야시키 마토바 흔적비
- 사카이 시치도 우체국 - 센니치이의 비석이 있다.
- 슈타쿠지 절
- 소미 절
- 가와구치 에카이 생가 흔적
- 텟포 야시키
- 다카스 신사

## 역사
- 1907년 8월 21일: 난카이 철도의 스미요시 역 ~ 사카이 역 사이에 신설.
- 1944년 6월 1일: 회사 합병으로 긴키 닛폰 철도의 역이 됨.
- 1947년 6월 1일: 노선 양도로 인한 난카이 전기철도의 역이 됨.
- 1983년 7월 3일: 상행선만 고가화.
- 1985년 5월 7일: 고가화 완성.

## 사진

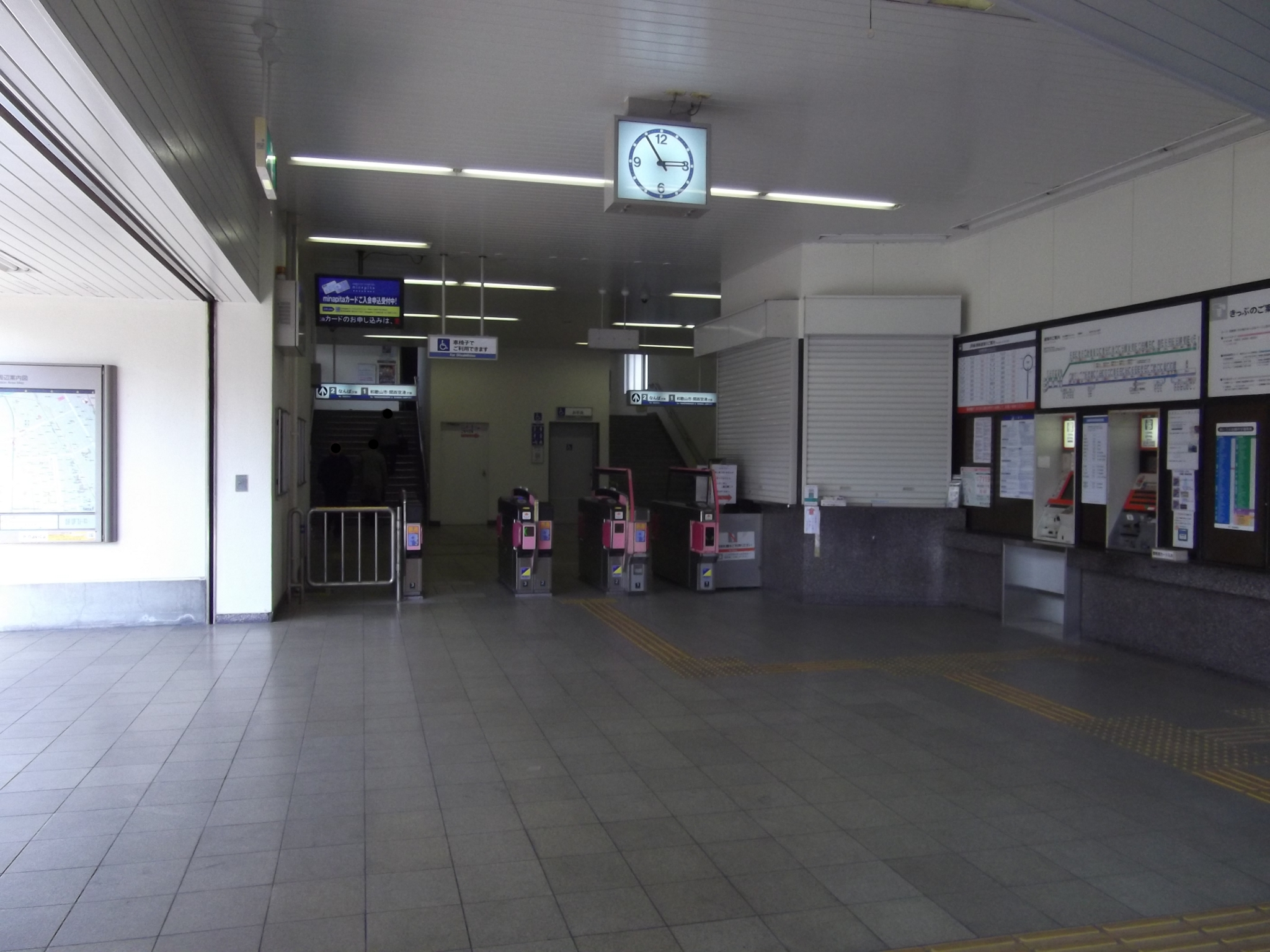
개찰구
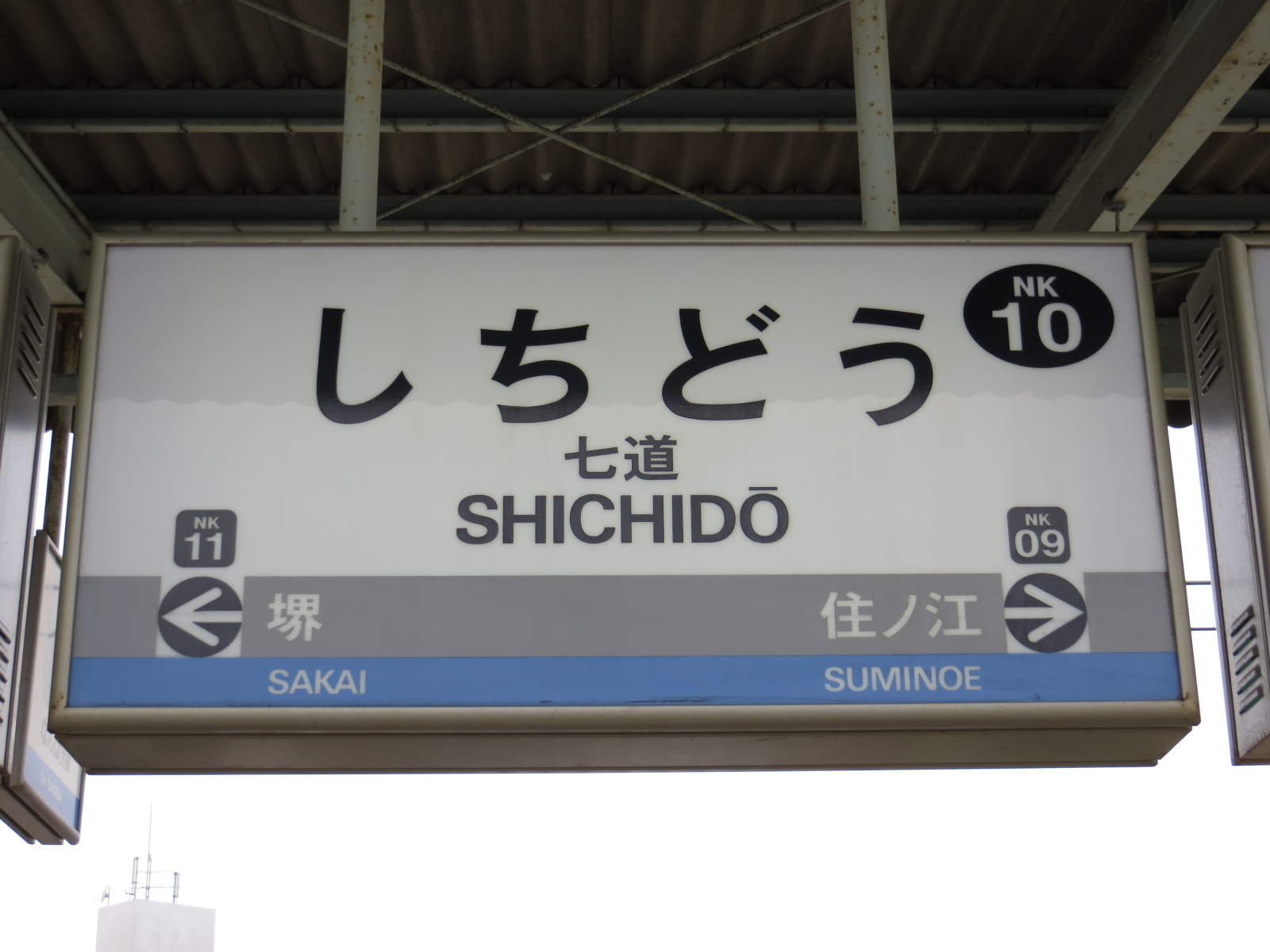
역명판

## 인접역
| 난카이 전기철도 난카이 본선 | 난카이 전기철도 난카이 본선 | 난카이 전기철도 난카이 본선 |
| --------------------------- | --------------------------- | --------------------------- |
| NK09 스미노에 난바 방면     | ■ 보통                      | 사카이 NK11 와카야마시 방면 |